# Йейтс, Кирби
Кирби Кали Йейтс (англ. Kirby Kali Yates, 25 марта 1987, Лихуэ, Гавайи) — американский бейсболист, питчер клуба Главной лиги бейсбола «Атланта Брэйвз». Участник Матча всех звёзд 2019 года.

## Карьера
Кирби Йейтс родился 25 марта 1987 года в Лихуэ на Гавайях. Бейсболом он начал заниматься по примеру своего старшего брата Тайлера, который в дальнейшем тоже стал игроком Главной лиги бейсбола. Кирби учился в старшей школе Кауаи, в составе школьной команды он три раза становился победителем чемпионата острова. В 2005 году, после окончания школы, Йейтс был выбран на драфте клубом «Бостон Ред Сокс» в двадцать шестом раунде. Кирби отказался от подписания контракта и поступил в общественный колледж Явапаи в Аризоне.
После поступления Йейтс получил травму локтя и после перенесённой операции Томми Джона полностью пропустил сезоны 2006 и 2007 годов. В составе «Явапаи Рафрайдерс» он играл два следующих года, но сам же оценивал свои выступления скептически. В 2009 году на драфте Главной лиги бейсбола Кирби не был выбран ни одним из клубов, а затем в статусе свободного агента подписал контракт с «Тампой». Первым клубом в его профессиональной карьере стал «Принстон Рейс».
В сезоне 2013 года Кирби играл за «Дарем Буллз» в ААА-лиге. В 51 игре чемпионата он сделал 20 сейвов с пропускаемостью ERA 1,90 и был включён в сборную всех звёзд. В июне 2014 года Йейтс впервые получил вызов в основной состав «Тампы» и дебютировал в Главной лиге бейсбола. В регулярном чемпионате он принял участие в тридцати семи матчах. В следующем сезоне Кирби играл неудачно, его пропускаемость по ходу сезона составляла 7,97. Руководство «Рейс» обменяло его в «Кливленд Индианс», а ещё через несколько месяцев он перешёл в «Нью-Йорк Янкис».
В составе «Янкис» Йейтс играл в чемпионате 2016 года. В конце регулярного чемпионата руководство команды объявило, что не рассчитывает на него в дальнейшем и Кирби был выставлен на драфт отказов. В октябре он подписал контракт с «Лос-Анджелес Энджелс». Сезон 2017 года он начал в ААА-лиге в составе «Солт-Лейк Бис». После шести игр в фарм-клубе, его перевели в главную команду, но в первой же игре Йейтс пропустил два хоум-рана в одном иннинге и через несколько дней был выставлен на драфт отказов. Следующей командой Кирби стали «Сан-Диего Падрес».
В Падрес он стал получать больше игрового времени и в регулярном чемпионате 2017 года принял участие в шестидесяти двух матчах. Его пропускаемость составила 3,72, он сделал 88 страйкаутов и допустил 19 уоков. Перед началом сезона 2018 года Кирби подписал с клубом новый контракт на один сезон. По ходу чемпионата, после ухода из клуба Брэда Хэнда, Йейтс занял место клоузера команды. С 90 сделанными страйкаутами он стал лучшим реливером «Падрес». В ноябре Кирби в составе сборной звёзд Главной лиги бейсбола принял участие в выставочных матчах в Токио, Хиросиме и Нагое. В конце года он продлил с «Сан-Диего» контракт на ещё один сезон с зарплатой 3 млн долларов.
В апреле 2019 года в шестнадцати выходах на поле Йейтс позволил сопернику набрать всего одно очко и сделал четырнадцать сейвов. По итогам месяца он был признан лучшим реливером Национальной лиги. В июле он впервые в карьере вошёл в число участников Матча всех звёзд лиги. Всего в регулярном чемпионате он сделал 41 сейв, став лидером Национальной лиги по этому показателю. В 2020 году Йейтс принял участие всего в шести играх с пропускаемостью 12,46. В середине августа клуб внёс его в список травмированных с травмой локтя. После операции он пропустил оставшуюся часть сезона, а после его окончания получил статус свободного агента.
В январе 2021 года Йейтс подписал однолетний контракт с «Торонто Блю Джейс». Зарплата игрока составила 5,5 млн долларов, соглашением предусмотрены бонусы в зависимости от его эффективности в размере 4,5 млн. В марте генеральный менеджер клуба Росс Аткинс сообщил, что Йейтсу будет сделана «операция Томми Джона». Восстанавливаясь после неё, питчер полностью пропустил сезон. После его окончания игрок получил статус свободного агента. В ноябре Йейтс подписал двухлетний контракт на сумму 8,25 млн долларов с «Атлантой».